# Hamid Merakchi
Hamid Merakchi (Aïn Témouchent, Argelia, 28 de enero de 1976 – París, 16 de noviembre de 2024) fue un futbolista argelino que jugó en la posición de delantero.

## Carrera

### Club
| Periodo   | Club           |
| --------- | -------------- |
| 1995-1996 | CR Témouchent  |
| 1996-1998 | ES Mostaganem  |
| 1998-2000 | Gençlerbirliği |
| 2000-2001 | MC Alger       |
| 2001-2003 | WA Tlemcen     |
| 2003      | MC Oran        |
| 2004      | USM El Harrach |
| 2005-2010 | WA Mostaganem  |

### Selección nacional
A nivel de selecciones menores jugó en tres ocasiones con la selección sub-23 y anotó un gol en 1997. Jugó con Argelia en cinco ocasiones de 1998 a 2000 y anotó cinco goles; participó en la Copa Africana de Naciones 2000 y en los Juegos Mediterráneos de 1997.

## Logros

### Club
- Copa de Argelia (1): 2002

### Individual
- Goleador del Campeonato Nacional de Argelia en 1998 (7 goles).